# Henning Nyberg (konstnär)
Henning Alfred Nyberg, född 12 april 1903 i Dalhem, Gotland, död 18 augusti 1964 i Uckfield, East Sussex, England, var en svensk-engelsk målare, grafiker, tecknare, skulptör och teaterdekoratör.
Han var son till trafikchefen Alfred Nyberg och Esther Martha Olivia Alfvegren samt från 1938 gift med Violett Anderton Kingscoute. Nyberg studerade konst vid The Byam Shaw School of Art i London 1922–1925 och vid Royal Academy Schools 1925–1926 samt var 1926–1928 elev vid en teaterdekorationsateljé där han fick medverka vid dekoreringen vid Westminster Theatre. Han företog ett antal studieresor till Rom, Tyskland, Florens, Paris, New York, Venedig och Nederländerna. Åren 1934–1935 komponerade han dräkter och dekor till Alexander Kordas film Bosambo - djungelns härskare. Bland hans offentliga arbeten märks en fontängrupp i portlandsten och bly för Chilham Castle i England. Som fri konstnär har han haft ett flertal separatutställningar i London, bland annat på Wertheim Gallery, Storran Gallery och Archer Gallery. I Sverige ställde han ut separat i Ljungby 1952. Han medverkade i den stora internationella akvarellutställningen i Delft, Nederländerna på 1950-talet. Bland hans porträtt märks de över Mau Mau-ledaren Jomo Kenyatta och överste John S. Wilson som var den engelska organisatören av den norska frivilligrörelsen i Norge under andra världskriget, porträttet var beställt av Lingeklubben i Oslo. Under andra världskriget deltog han som 2nd Lieutenant vid Regimeny Intelligence Corps och utnämndes till major 1943. De sista ett och ett halvt åren av kriget var han biträdande militärattaché vid brittiska ambassaden i Stockholm. Han tilldelades British War Medal och Kung Haakon VII Frihetsmedalj. Hans bildkonst består av stilleben, porträtt, figurmotiv och landskap i olja, akvarell eller pastell samt etsningar och träsnitt. Nyberg är representerad vid Salford Art Gallery i England och Tate Gallery i London.